# Rezmondo
Rezmondo ist ein Ort und eine Gemeinde (municipio) mit 17 Einwohnern (Stand: 2024) in der Provinz Burgos in der nordspanischen Autonomen Region Kastilien-León. Die Gemeinde gehört zur Comarca Odra-Pisuerga.

## Lage
Rezmondo liegt in der kastilischen Hochebene (meseta) in einer Höhe von 835 Metern ü. d. M. und etwa 43 Kilometer in westnmrdwestlicher Entfernung von der Stadt Burgos.

## Bevölkerungsentwicklung
| Jahr      | 1930 | 1950 | 1970 | 1981 | 1991 | 2001 | 2011 | 2021 |
| Einwohner | 114  | 141  | 52   | 28   | 27   | 24   | 16   | 21   |

## Wirtschaft
Die Region ist seit Jahrhunderten wesentlich von der Landwirtschaft geprägt; die Bewohner früherer Zeiten lebten hauptsächlich als Selbstversorger, aber auch Handwerk und Kleinhandel spielten eine Rolle. Ein Schwerpunkt lag auf der Anzucht von Bäumen aller Art, die letztlich in ganz Zentralspanien angepflanzt wurden.

## Sehenswürdigkeiten
- Marienkirche (Iglesia de Santa María la Mayor)